# Buness

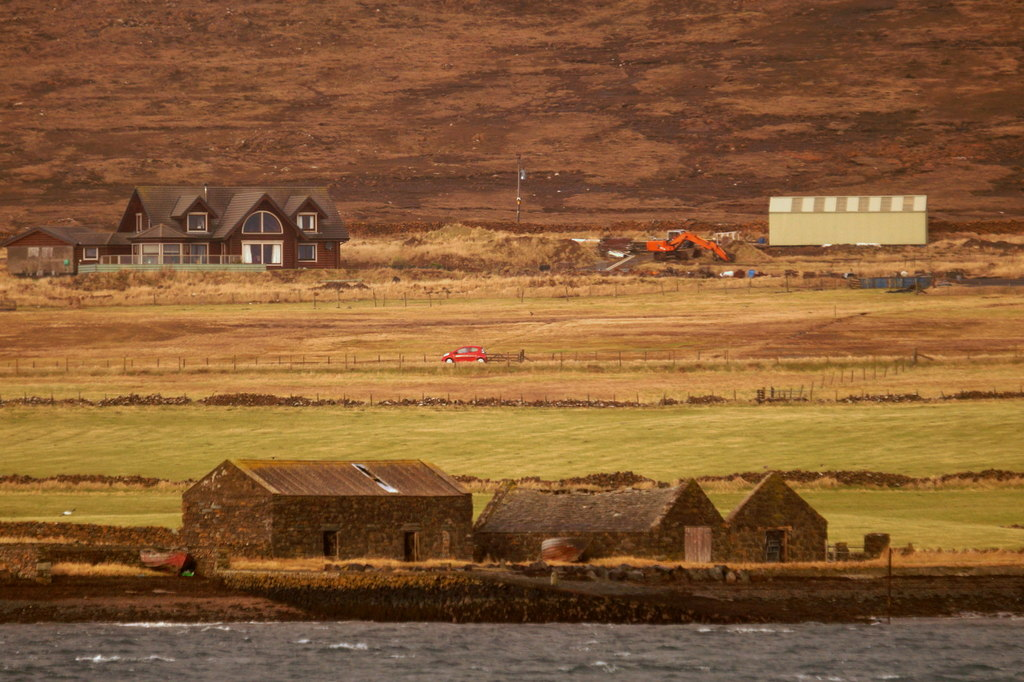
Schuppen am Ufer in Buness

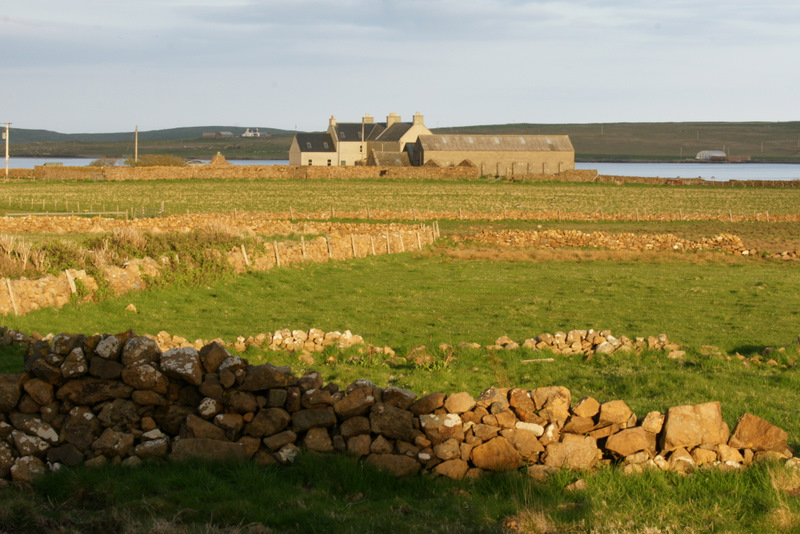
Blick von Norden auf Buness

Buness ist eine Ortschaft, die im Nordosten der zu Schottland zählenden Shetlands liegt.

## Geographie
Buness ist eine kleine Ortschaft, die in der Nähe der östlichen Küste der Insel Unst liegt. Sie wird hier gebildet durch die Wasserstraße Balta Sound, die südlich des Ortes verläuft. Nach Baltasound sind es 500 Meter in westlicher Richtung. Eine Ortschaft in der Nähe ist Hamar im Osten.

## Historisches
Im Rahmen der historischen Gliederung Schottlands in Civil Parishes zählt Buness zu Unst. Im Ort ist das Buness House 1971 als Listed Building der Kategorie B eingestuft worden.